# Equipe australiana na Copa Davis
A equipe australiana na Copa Davis representa a Austrália na Copa Davis, principal competição de tênis masculina por equipes do mundo. É administrada pela Tennis Australia.
Conquistou vinte e oito títulos, sendo seis pela extinta Australásia, união com a Nova Zelândia até 1922. Apenas a Austrália acumulou esses êxitos.

## Última escalação
Pela fase de grupos do Finals, em setembro de 2023.
- Matthew Ebden
- Thanasi Kokkinakis
- Alex de Minaur
- Max Purcell
- Jordan Thompson